# 保罗·寇恩
保罗·约瑟夫·寇恩（英語：Paul Joseph Cohen，1934年4月2日—2007年3月23日) ，美国数学家，他证明策梅洛-弗兰克尔公理系统加上选择公理 (ZFC) 不能反驳连续统假设 (CH) 的否命题，而ZF不能反驳选择公理 (AC) 的否命题。这一划时代的工作与哥德尔在1930年代的工作一起，证明了CH和AC分别独立于ZFC和ZF。寇恩在证明中创造了力迫法，如今力迫法已经成为公理集合论的一项基本技术。寇恩凭借连续统假设的独立性证明于1966年获得菲尔兹奖章。

## 早年经历
保罗·寇恩生于美国新泽西州长滩的一个犹太家庭，1950年毕业于纽约市的Stuyvesant高中。
1950年寇恩入读纽约市立大学布鲁克林学院。不过他了解到申请芝加哥大学的研究生院只需两年大学经历，因此于1953年从布鲁克林学院肄业。1954年寇恩在芝加哥大学取得硕士学位，1958年他在Antoni Zygmund的指导下获得博士学位。寇恩的博士论文题为《三角级数唯一性理论的一些问题》（Topics in the Theory of Uniqueness of Trigonometric Series）。

## 学术生涯
- 1957-1959年，在获得博士学位之前曾先后执教于罗彻斯特大学和麻省理工大学。
- 1959-1961年，普林斯顿高等研究院博士后研究员。
- 1961年，获聘为斯坦福大学数学系助理教授。
- 1962年，升任斯坦福大学数学系副教授，同年获得斯隆奖。
- 1963年，凭借连续统假设的独立性证明获得 Research Corp. 奖。
- 1964年，升任斯坦福大学数学系教授。
- 1966年，获得菲尔兹奖章。
- 1967年，获得美国国家科学奖章。
- 2004年，从斯坦福大学退休，但任教直至2007年春季。
- 生前是美国国家科学院和美国艺术科学院的院士。

## 数学贡献
寇恩的博士论文和早期的研究内容是调和分析。1964年寇恩凭借分析学论文《关于李特尔伍德猜想和幂等测度》（On a conjecture of Littlewood and idempotent measures）获得美国数学学会颁发的博谢纪念奖。
1960年代初，寇恩开始对连续统假设感兴趣。最终他发明了力迫法。在ZF协调的假设下，他运用力迫法构造了一个ZFC的模型M，M不满足CH，因此ZFC不能证明CH。另外，同样在ZF协调的假设下，寇恩运用力迫法扩张一个给定的ZFC模型M得到M[G]，然后取M[G]的一个子模型N，N满足ZF、然而不满足AC。寇恩的这两项工作和哥德尔在1930年代的工作一起，证明了CH独立于ZFC而AC独立于ZF，因此CH是ZFC上的一个不可判定问题。
凭借CH的独立性证明，寇恩于1966年获得菲尔兹奖章，并于1967年获得美国国家科学奖章。直至今天，寇恩的菲尔兹奖章依然是数理逻辑界获得的唯一一枚菲尔兹奖章。
寇恩生前是斯坦福大学的教授，也是一位出色的教师，他指导的博士生彼得·萨那克是一位杰出的数学家、美国科学院院士和英国皇家学会会士。

## 连续统假设
据说在研究连续统假设的过程中，寇恩曾经感到其他数学家认为没有希望解决这个问题，因为当时没有构造集合论模型的新方法。1985年寇恩接受采访时提到，人们甚至认为考虑这个问题的人多少有点疯狂。
寇恩的独立性证明引入了力迫法，如今力迫法成为一项强有力的技术，不计其数的数学家们运用这一方法构造模型，检验给定的假设可否与不同的公理系统协调。